# Museum für textile Kunst
Das Museum für textile Kunst e.V. in Hannover-Kirchrode ist ein eingetragener, gemeinnütziger Verein Textilmuseum. Es wurde 2007 eröffnet. Es besitzt eine  Sammlung von Stoffen und Kleidungsstücken, die aus der ganzen Welt zusammengetragen worden sind. Ausgestellt sind vor allem aus Geweben gefertigte traditionelle und phantasievolle Handarbeiten. Sitz des Museums ist der Bunker in der Borchersstraße in Kirchrode. Für die Ausstellung der Kostüme sind die dicken Bunkermauern optimal geeignet, da das annähernd konstante Raumklima die Stoffe auch nachhaltig schont und den Gewebezerfall langfristig verhindert.

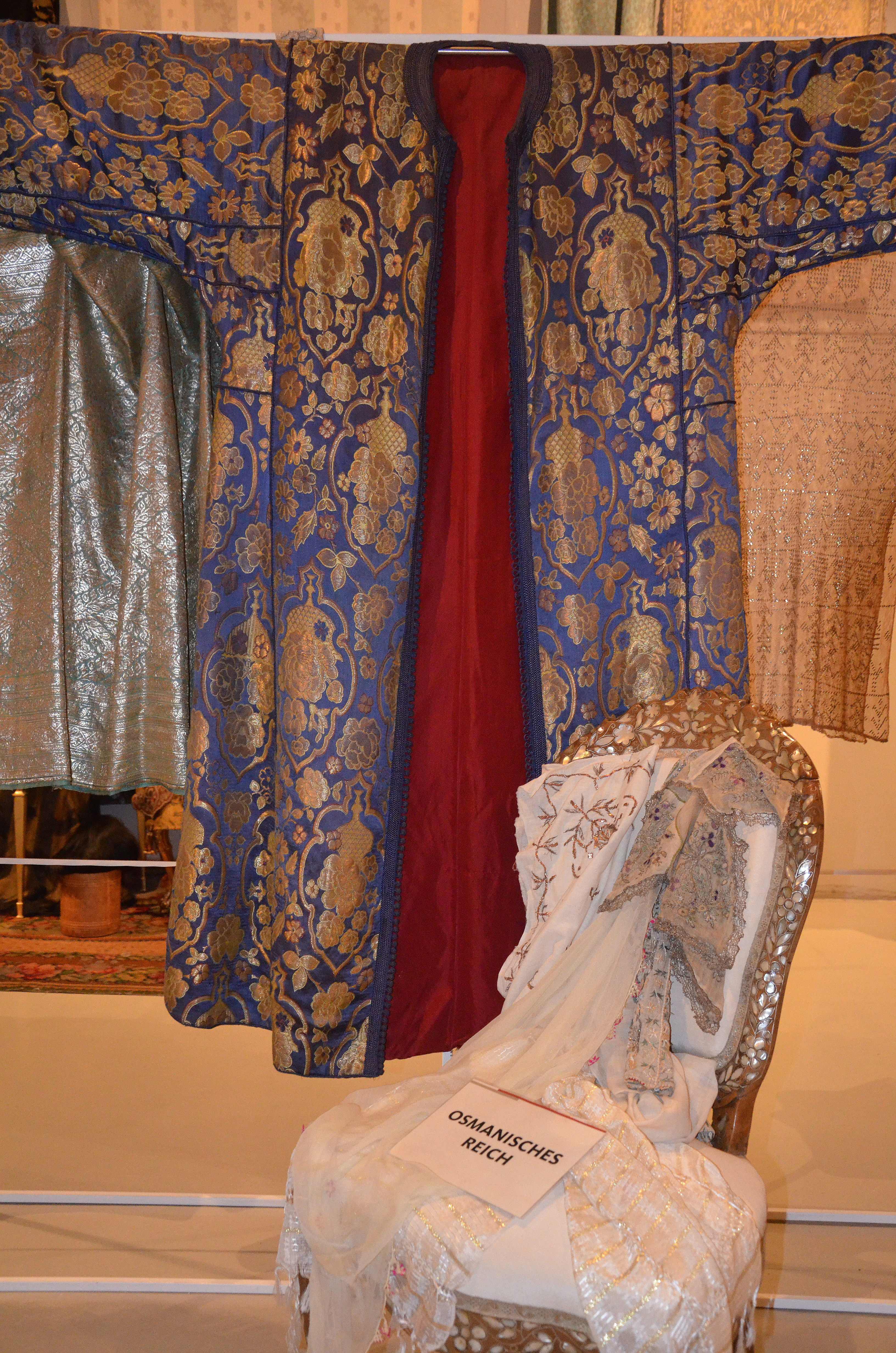
Historische Stoffe und Bekleidung aus dem Osmanischen Reich
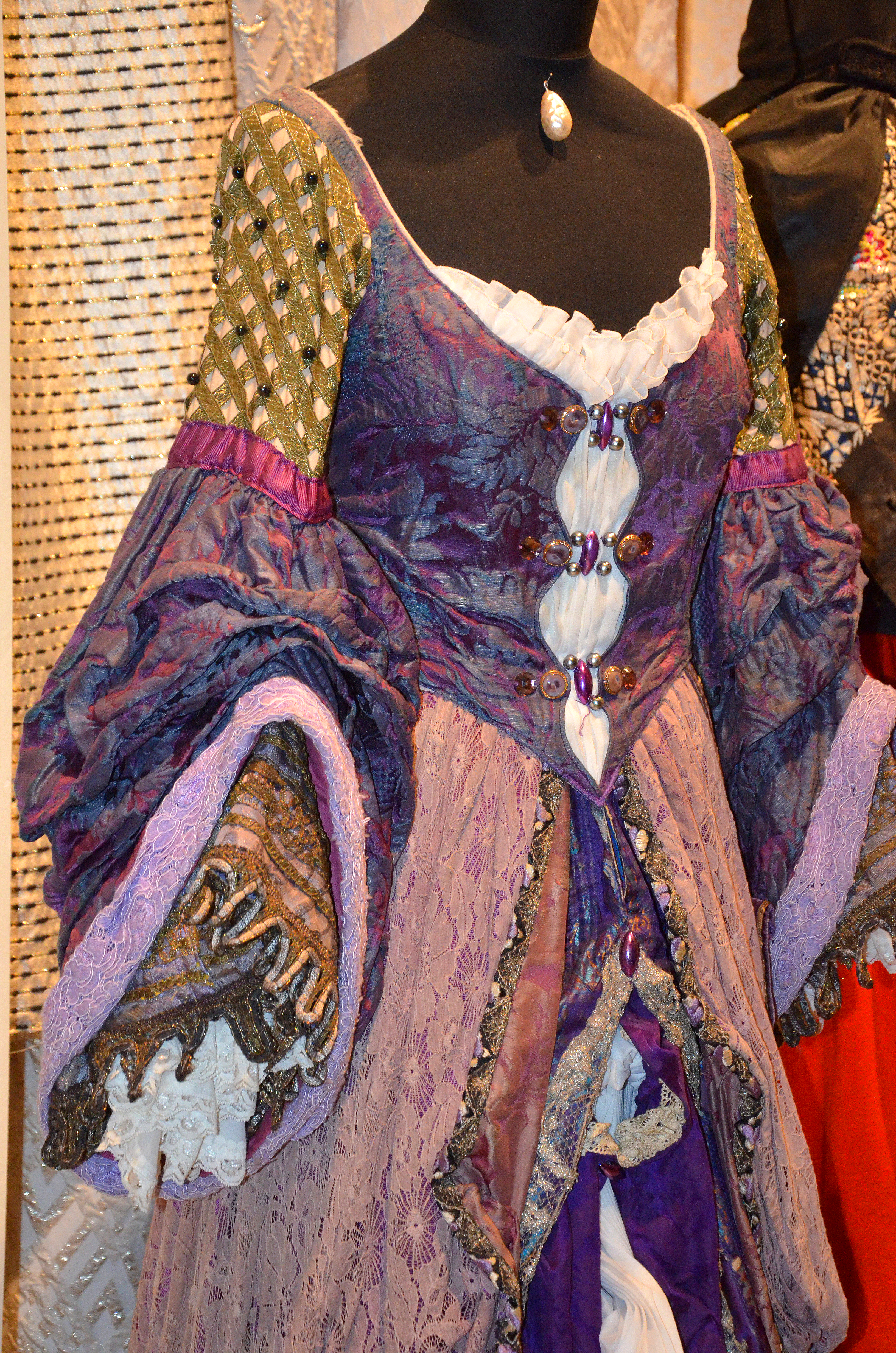
Kostbare Kostüme mit Brokatapplikationen
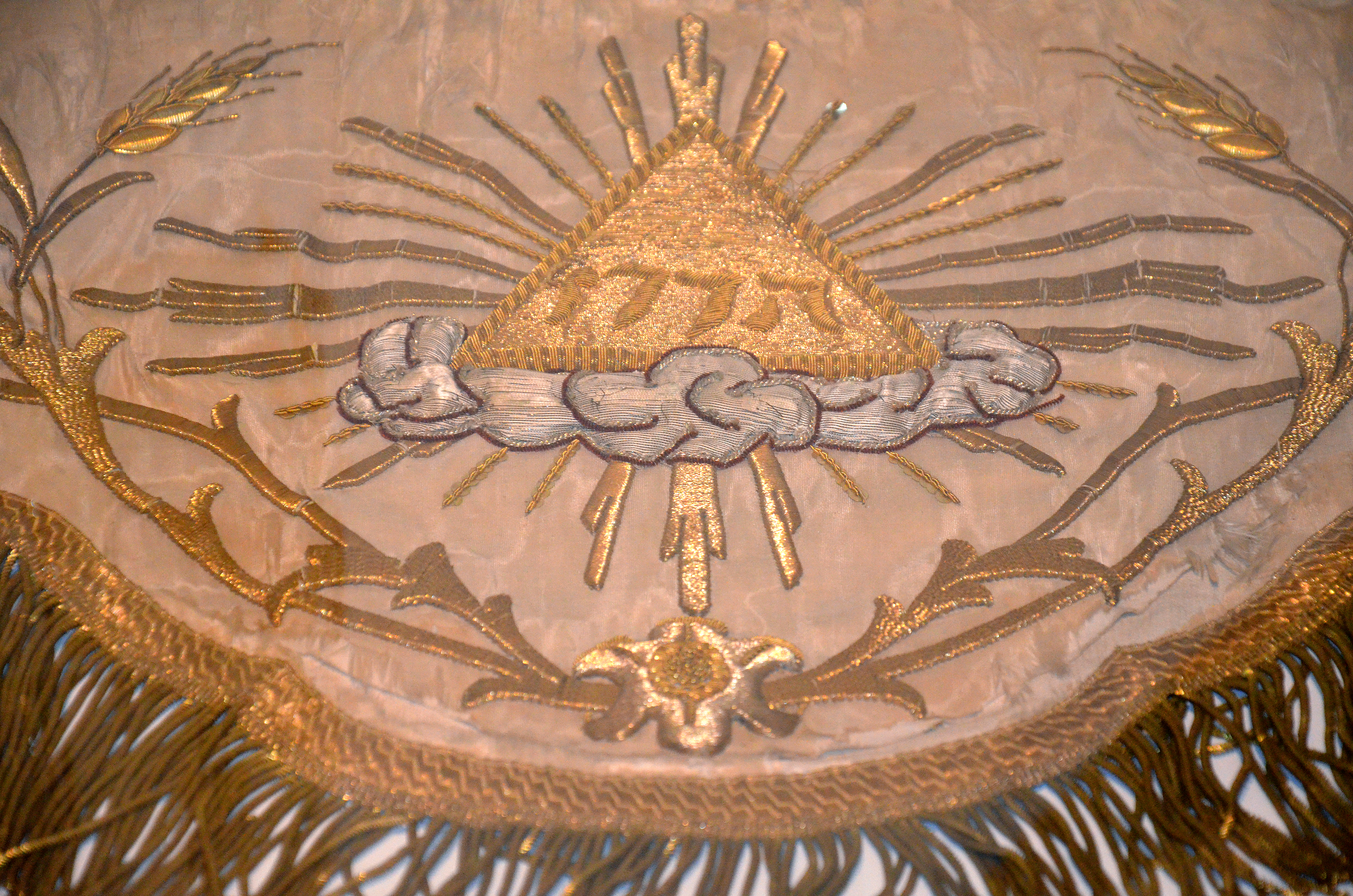
Goldgewirkte Stickereien
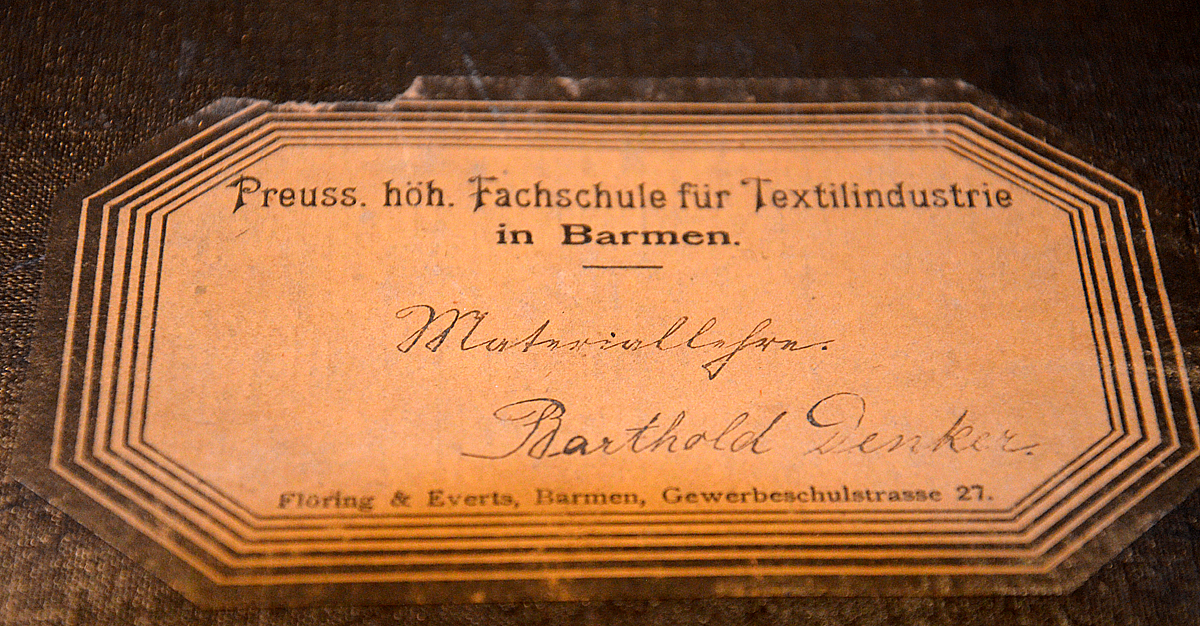
Aus der Provenienz der Preussischen höheren Fachschule für Textilindustrie in Barmen und dem Materiallager von Barthold Denker stammt dieser von Flöring & Everts in der vormaligen Gewerbeschulstraße 27 vorgefertigte Informationsträger